# Louth and Horncastle
Circonscription parlementaire de la Chambre des communes
La circonscription de Louth et Horncastle est une circonscription électorale anglaise située dans le Lincolnshire, et représentée à la Chambre des communes du Parlement britannique depuis 2015 par Victoria Atkins du Parti conservateur.

## Députés
Les Members of Parliament (MPs) de la circonscription sont :
| Législature                               | Années        | Député          | Député        | Parti        |
| ----------------------------------------- | ------------- | --------------- | ------------- | ------------ |
| Louth et Horncastle issue de East Lindsey |               |                 |               |              |
| 52e                                       | 1997–2001     |                 | Peter Tapsell | Conservateur |
| 53e                                       | 2001–2005     |                 | Peter Tapsell | Conservateur |
| 54e                                       | 2005–2010     |                 | Peter Tapsell | Conservateur |
| 55e                                       | 2010–2015     |                 | Peter Tapsell | Conservateur |
| 56e                                       | 2015–2017     | Victoria Atkins |               | Conservateur |
| 57e                                       | 2017–2019     | Victoria Atkins |               | Conservateur |
| 58e                                       | 2019–2024     | Victoria Atkins |               | Conservateur |
| 59e                                       | 2024–en cours | Victoria Atkins |               | Conservateur |